# Bloempotkapsel

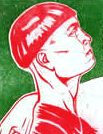
Bloempotkapsel

Een bloempotkapsel is een haarstijl waarbij het haar rondom kortgeknipt wordt, alsof iemand een bloempot op het hoofd heeft gezet en het eronderuitstekende haar heeft weggeknipt of geschoren.
Van oudsher was het een populair kapsel onder het gewone volk als een gemakkelijke en relatief nette haardracht die niet door een professionele kapper aangebracht hoefde te worden. Daarom werd het in sommige culturen gezien als een teken van armoede. In diverse andere culturen was het echter een normaal kapsel. Het bloempotkapsel komt veel voor onder de amish.
In de tweede helft van de twintigste eeuw kwam deze haarstijl opnieuw op in de tegencultuur rond de rockmuziek, mede onder invloed van The Beatles en de Ramones. Vanaf de negentiger jaren verminderde de populariteit weer. 

## Beroemde personen met bloempotkapsels
- The Beatles
- Miel Cools
- Hendrik V van Engeland
- Moe Howard van Three Stooges
- The Monkees
- Ramones
- Gilbert O'Sullivan

## Beroemde fictieve personen met bloempotkapsels
- Nicholas Bradford als Adam Rich in de tv-serie Eight Is Enough
- Anton Chigurh in No Country for Old Men (2007)
- Dumb and Dumber
- Jommeke
- Ori
- Anakin Skywalker (als kind)
- Spock
- Eugène Van Leemhuyzen
- Zack en Cody Martin
- Vincent Korzel in de Harry Potter-franchise